# Sferisterio di Castel Goffredo
Lo sferisterio di Castel Goffredo era un impianto sportivo situato a Castel Goffredo, nell'attuale piazza Martiri della Liberazione.

## Storia
Costruito in terra battuta sul luogo ove sorgeva un tratto delle mura della città, veniva utilizzato per le partite di tamburello del Campionato italiano dalla squadra locale Polisportiva Castellana, campione d'Italia 1947, 1950 e 1951. Con lo sviluppo edilizio degli anni Sessanta, ha perso la sua funzione originaria ed è ora adibito a parcheggio auto e a mercato del giovedì.

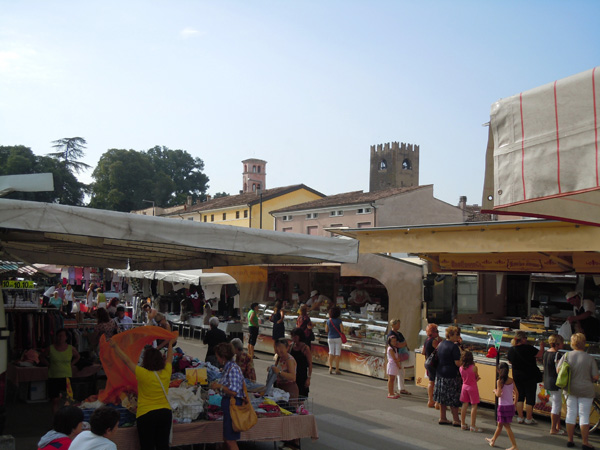
Castel Goffredo, mercato del giovedì nell'ex sferisterio, 2011.

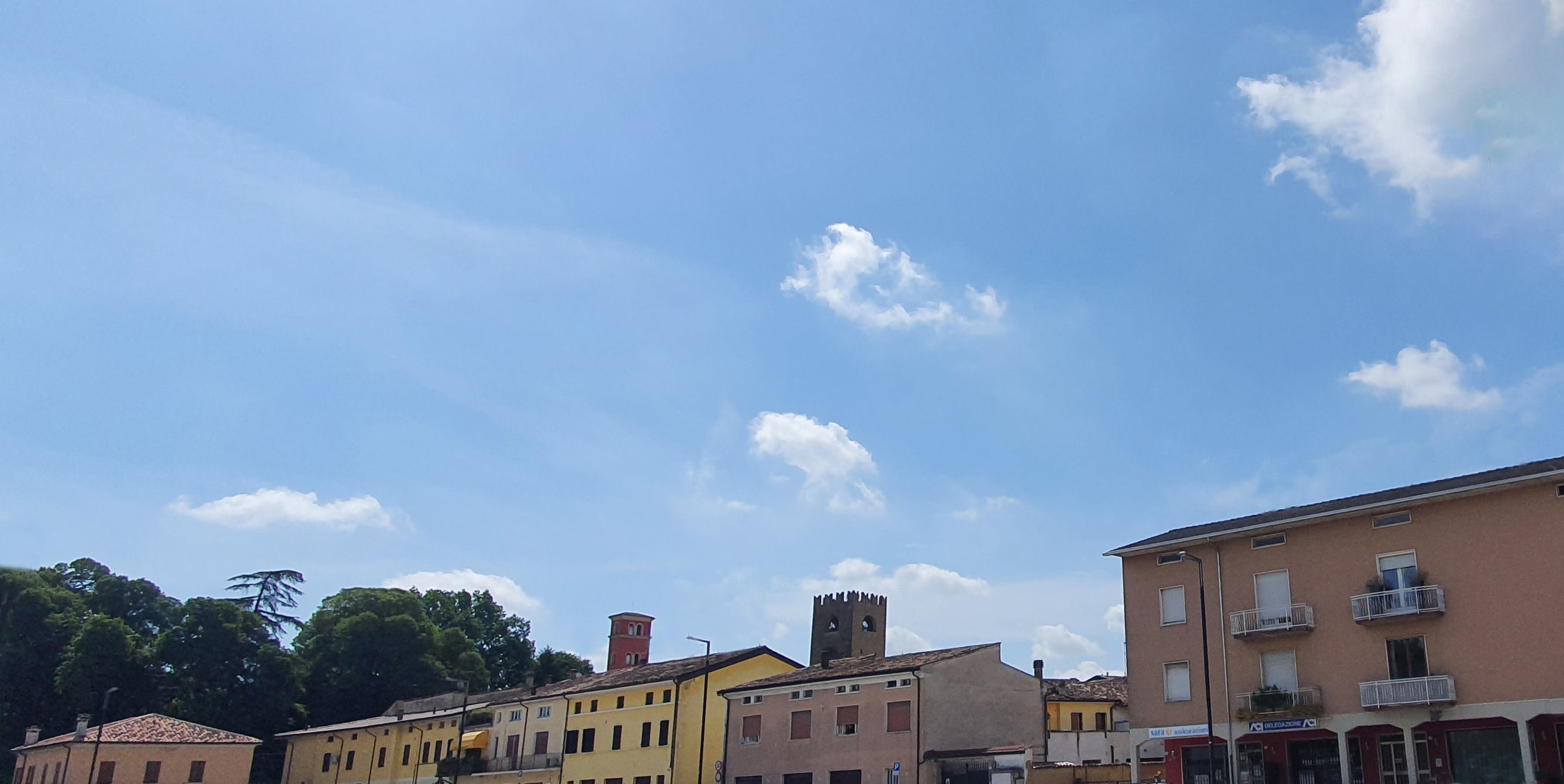
Castel Goffredo, Piazza Martiri Liberazione.